# 나도드
나도드(고대 노르드어: Naddoðr, 아이슬란드어: Naddoður, 페로어: Naddoddur)는 아이슬란드를 처음으로 발견했다는 사람이다.  또한 페로 제도의 초기 개척민이기도 하다.
남노르웨이에서 태어났다. 825년 그리무르 캄반이 페로 제도를 처음 식민하자 자기도 거기 가서 개척민이 되었다. 그 뒤 노르웨이에 갔다가 페로로 돌아가는 길에 항로를 잃고 표류하다 아이슬란드 동해안, 오늘날의 레위다르피외르두르에 닿았다. 봉화를 올리려고 산에 올라가 주변을 둘러보았지만 사람은 흔적도 없었다. 그 뒤 페로로 돌아가려고 출항하려는 순간 눈이 오기 시작했고, 나도드는 발견한 땅에 "눈의 땅"이라고 "스넬란드"라는 이름을 붙였다. 이 땅은 나중에 "얼음의 땅"이라는 뜻의 "이슬란드"로 알려지게 된다. 이러한 나도드의 사적은 『식민의 서』를 출전으로 한다.
셰틀랜드의 바이킹 안 나도드스도티르가 나도드의 딸으로 추측된다. 또 그린란드를 발견한 에이리크 라우디 일가와도 먼 친척이다.

## 같이 보기
- 잉골프 아르나르손

## 참고 자료
- O'Donoghue, Heather (2004). Old Norse-Icelandic literature: a short introduction. Wiley-Blackwell.